# 奧卡蒙特
奧卡蒙特是哥倫比亞的城鎮，位於該國東北部，由桑坦德省負責管轄，始建於1777年，面積84平方公里，海拔高度1,539米，主要經濟活動有農業和畜牧業，2005年人口4,877。
6°20′N 73°07′W / 6.333°N 73.117°W